# Mina Harker
Pour les articles homonymes, voir Mina, Harker et Murray.
Mina Harker, née Wilhelmina Murray, est un personnage de fiction imaginé en 1897 par Bram Stoker ; elle apparaît dans le roman Dracula. On la retrouve aussi dans quelques adaptations cinématographiques tournant autour du personnage de Dracula, ainsi que dans la bande dessinée La Ligue des gentlemen extraordinaires d'Alan Moore et Kevin O'Neill.

## Dans le romanDracula
Wilhelmina Murray apparaît au début de l'histoire sous le nom de Miss Mina Murray, jeune institutrice fiancée à Jonathan Harker et meilleure amie de Lucy Westenra, à qui elle rend visite à Whitby le 24 juillet, pendant les vacances d'été.
Lorsque Jonathan parvient à s'enfuir du château du comte Dracula, Mina part le rejoindre à Budapest où elle prend soin de lui tandis qu'il récupère du traumatisme psychologique dû à sa rencontre avec le vampire. Une fois mariés, ils regagnent l'Angleterre où ils apprennent le décès de Lucy des suites d'une mystérieuse maladie. Ils apprennent par la suite que le responsable n'est autre que Dracula.
Mina et Jonathan se joignent à une équipe formée par Abraham Van Helsing, déterminée à éliminer le comte. Informé du complot, celui-ci se venge sur Mina en la mordant au moins à trois reprises. Dracula abreuve aussi Mina de son sang, et la condamne ainsi à devenir elle-même vampire à sa mort. Le reste du roman relate les efforts du groupe pour lui épargner ce sort par la mort de Dracula. Mina succombe lentement sous l'effet du sang du vampire qui coule dans ses veines, oscillant entre conscience normale et état de semi-transe au cours de laquelle elle est en contact télépathique avec Dracula. Elle utilise ensuite ses propres facultés télépathiques pour suivre les mouvements de Dracula.
Dracula retourne dans son château de Transylvanie, poursuivi par Van Helsing et son groupe. Ils parviennent à le tuer juste avant le coucher du soleil. Par conséquent, le sort jeté par Dracula est levé et Mina délivrée de sa malédiction.
Le livre se conclut sur une note à propos du mariage de Mina et Jonathan, et de la naissance de leur fils aîné, baptisé Quincey en mémoire de leur ami américain Quincey Morris tué lors de la poursuite. Cette naissance représente un symbole d'espoir et de renouveau à l'aube du XXe siècle.

## Dans d'autres œuvres

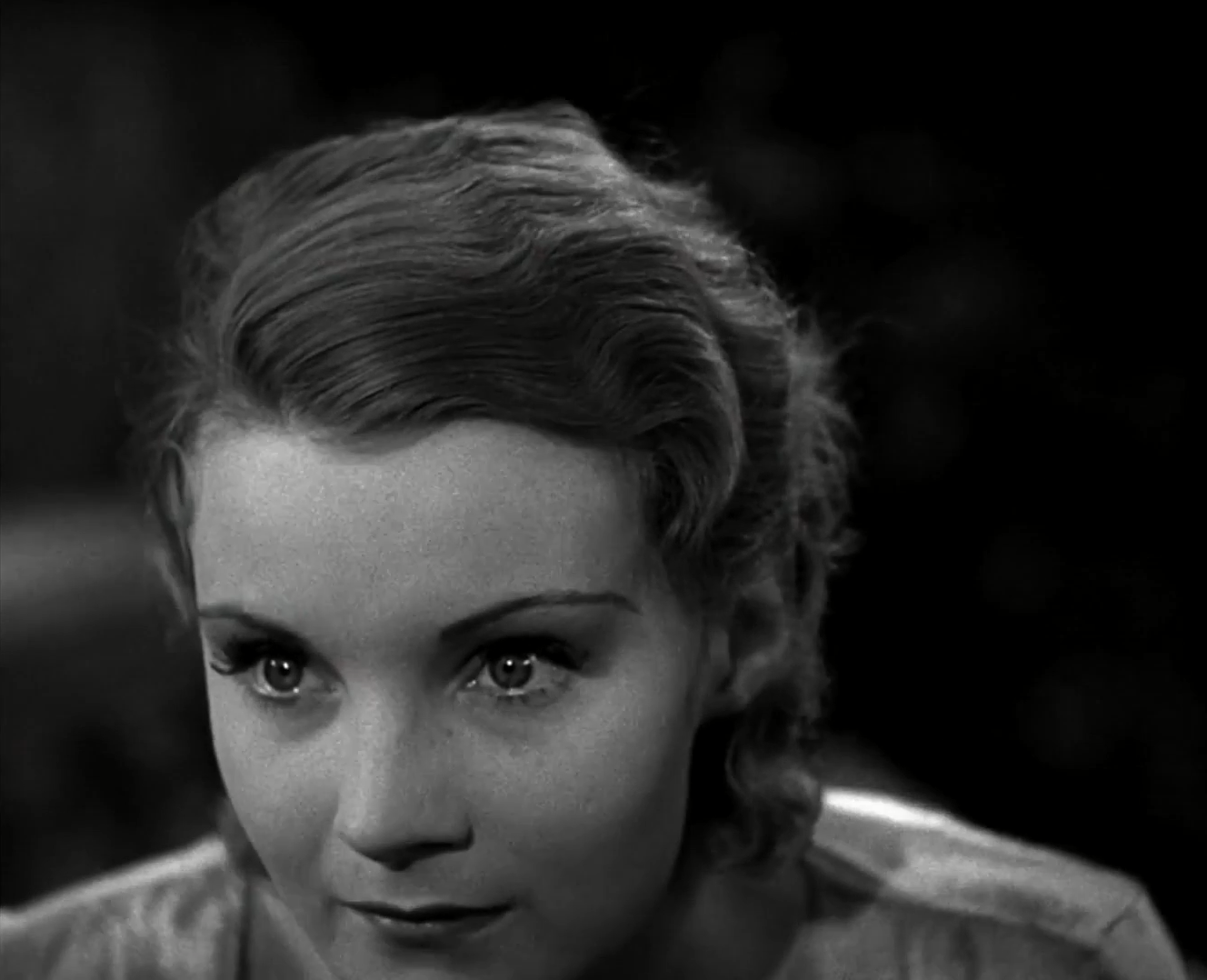
Bande-annonce de Dracula (1931) - Mina Seward

Mina apparaît sous divers noms dans la plupart des adaptations du roman. Elle y conserve généralement ses pouvoirs de vampire, alors que dans le roman original, le sort jeté par Dracula est annulé par la mort de celui-ci.

### Cinéma
Dans le film Nosferatu le vampire de Friedrich Wilhelm Murnau, le personnage est rebaptisé Ellen Hutter et joué par Greta Schröder. À l'inverse du roman, c'est elle qui se sacrifie au comte Orlok (Dracula) afin qu'il soit détruit par le soleil levant.
Werner Herzog reprend les noms originaux des personnages féminins principaux en les inversant dans son remake Nosferatu, fantôme de la nuit, dans lequel Isabelle Adjani interprète Lucy.
Helen Chandler l'incarne dans le film Dracula réalisé par Tod Browning avec Bela Lugosi dans le rôle-titre. Dans cette version, Mina est la fille du Dr Seward, et ne s'appelle donc pas Murray. Cette parenté est évoquée dans le film parodique Dracula, mort et heureux de l'être de Mel Brooks, dans lequel Amy Yasbeck joue Mina.
Dans la version de 1958 de Terence Fisher avec Christopher Lee, c'est Melissa Stribling qui incarne Mina, mariée à Arthur Holmwood au lieu de Jonathan Harker.
Mina est jouée par Jan Francis dans le film de 1979 réalisé par John Badham avec Frank Langella. Cette adaptation fait d'elle la fille de Van Helsing, tandis que Lucy est la fille de Seward et la fiancée de Harker.
Dans l'adaptation de 1992 réalisée par Francis Ford Coppola avec Gary Oldman, l'épouse de Vlad Dracul, Elisabeta, se suicide en apprenant la fausse nouvelle de la mort de son mari. Vlad renie alors sa foi et devient le vampire Dracula. Quatre siècles plus tard, lors de la visite de Jonathan Harker, il reconnaît son amour perdu dans le portrait de Mina. L’actrice Winona Ryder interprète le double rôle de Mina/Elisabeta.
Le personnage de Mina apparaît sous les traits de Peta Wilson dans La Ligue des gentlemen extraordinaires, réalisé par Stephen Norrington en 2003, adaptation de la bande dessinée éponyme (voir ci-dessous).
Marta Gastini incarne le personnage dans Dracula de Dario Argento sorti en 2012. Dans Dracula: A Love Tale (2025, Luc Besson), elle est interprétée par Zoë Bleu.

### Bande dessinée
Mina Murray est le personnage central de la série de comics britannique La Ligue des gentlemen extraordinaires d'Alan Moore et Kevin O'Neill. L'histoire démarre quelques années après les événements de Dracula. Mina, divorcée de Jonathan Harker, a repris son nom de jeune fille. Elle est engagée pour diriger la Ligue qui comprend d'autres personnages de littérature fantastique du XIXe siècle : Allan Quatermain, le Capitaine Nemo, L'Homme invisible, Henry Jekyll et Edward Hyde. Seule femme de l'équipe, et dénuée de pouvoirs surnaturels (conformément à la version de Bram Stoker), elle cristallise l'attention de ses partenaires à des degrés différents. Devenue immortelle dans Le Dossier Noir, elle poursuit ses aventures au cours des siècles suivants avec de nouvelles recrues.
Dans l'adaptation cinématographique de la bande dessinée, elle est à présent veuve et a conservé ses pouvoirs de vampire, a entretenu une relation avec Dorian Gray et nourrit des sentiments pour Tom Sawyer.
Dans le manga Hellsing, un personnage seulement désigné par « Elle » ou Anfang (le commencement en Allemand), base du pouvoir du groupe Millenium se révèle être finalement le cadavre de Mina Harker. Son corps a été deterré de sa tombe après sa mort afin de pouvoir étudier les pouvoirs vampiriques toujours présents en elle. En effet, morte après que Dracula (plus tard Alucard) soit vaincu par l'équipe de Van Helsing, sa malédiction est toujours active, ce que ne manque pas d'exploiter le Docteur pour créer les nouveaux vampires et morts-vivants de l'organisation Millenium.

### Littérature
Dans Dracula l'immortel, la suite officielle de Dracula coécrite par Ian Holt et Dacre Stoker (l'arrière-petit-neveu de Bram Stoker), Quincey est en fait le fils biologique de Dracula, né d'une liaison secrète entre Mina et le comte qui aurait eue lieu lors du premier roman.